# Tombe du Géant (Hures-la-Parade)
Das Tombe du Géant (deutsch „Grab des Riesen“) von Hures-la-Parade ist ein Dolmen an einer Nebenstraße der D63 auf dem Causse Méjean, einer Kalksteinhochebene im Zentralmassiv nordwestlich von Meyrueis nahe der Höhle Aven Armand im Département Lozère in Frankreich. Dolmen ist in Frankreich der Oberbegriff für Megalithanlagen aller Art (siehe: Französische Nomenklatur).
Der etwa 0,8 m breite und 1,0 m hohe, noch weitgehend von seinem Hügel stabilisierte Dolmen ist auf einer Länge von etwa 3,0 m erhalten. Er besteht aus zwei langen Tragsteinen, dem Endstein und zwei am hinteren Ende aufliegenden Decksteinen, von denen der vordere zerbrochen ist. Drei kleine Steine bilden die Frontseite. Der Zugang zur Megalithanlage scheint seitlich auf der Nordseite gelegen zu haben.
Hures-la-Parade ist Standort weiterer Dolmen und Menhire: 
- Dolmen des Avens,
- Dolmen du Cerrière
- Dolmen von Drigas
- Dolmen de Gouziac
- Tombeau dau Geïon
- Menhir von Parade
- Menhir der Plaine de Chanet
- Menhir Plo von Saubert und sein Tumulus.